# Елистон-Лафејет (Вирџинија)
Елистон-Лафејет (енгл. Elliston-Lafayette) град је у америчкој савезној држави Вирџинија.

## Демографија
По попису из 2000. године број становника је 1.241.
| Група             | 2000.         | 2010.    |
| Белци             | 1.134 (91,4%) | 0 (0,0%) |
| Афроамериканци    | 50 (4,0%)     | 0 (0,0%) |
| Азијати           | 2 (0,2%)      | 0 (0,0%) |
| Хиспаноамериканци | 19 (1,5%)     | 0 (0,0%) |
| Укупно            | 1.241         | 0        |